# Верхний Урледим
Верхний Урледим — село, центр сельской администрации в Рузаевском районе. Население 127 чел. (2001), преимущественно татары.
Расположено на берегу речки Урляй (Урли, Урля, Урлудим, Урледим) в 30 км от районного центра и железнодорожной станции Рузаевка. Определение «верхний» указывает, что населенный пункт находится в верховьях реки (ниже по течению — Нижний Урледим). Основано в середине 17 в. служилыми темниковскими татарами на Инсарской засечной черте. В «Списке населённых мест Пензенской губернии» (1869) Верхний Урледим — село казённое из 67 дворов Инсарского уезда. В 1913 г. в селе было 98 дворов (641 чел.); в 1931 г. — 136 хозяйств (731 чел.), был создан колхоз «Урледимский», с 2002 г. — СПК. В современной инфраструктуре села — основная школа, медпункт, мечеть, Дом культуры, магазин. В Верхнеурледимскую сельскую администрацию входят с. Нижний Урледим (30 чел.) и Яковщина (92 чел.).
Село Яковщина (Ключищи) — село (по основателям Яковлевщина, по храму — Знаменское) расположено на речке Гремячке. Возникло оно в XVII веке на землях, дарованных атемарскому роду служилых дворян Яковлевых. В «Атемарской десятне» 1669—1670 годов записано, что Кирилл Артемьевич Яковлев получил за службу 250 четей в Саранском уезде. Этот уголок Инсарского уезда далеко от главных дорог и многолюдных ярмарок, не отличались зажиточностью здешние крестьяне, а помещики старались особо не докучать дворянскому миру своей деятельностью на благо общества. Раньше в селе жили в основном русские, по переписи 2010 года из 86 человек постоянно проживающего населения большая часть — татары. Сейчас Яковщина это одна из улиц Верхнего Урледима. Основной достопримечательностью села является руины Знаменской церкви. В конце XIX века здесь находился Знаменский монастырь
Известность село получило по событиям 1774 года.
Вo время Пугачевского восстания в селе Ключищи произошли трагические события. Бунтовщики, поддержанные местными крестьянами, убили всю семью местных помещиков Кожиных: главу семьи коллежского асессора Ивана Ивановича Кожина, его жену Татьяну Сергеевну, их малолетних дочерей Аграфену, Авдотью, Варвару, мать хозяина Авдотью Николаевну. К несчастью, у Кожиных гостили в то время несколько
родственников, — убили и их. Гибели избежали брат казненного Василий Иванович Кожин с дочерью, они были в отъезде. (из полного собрания сочинений А. С. Пушкина, М., 1882 г., «Истории Пугачевского бунта») Наследники Кожиных, избежавшие смерти, мстить своим крестьянам, принимавшим участие в расправе, не стали. В 1792 году в память погибших в укор злодеям построили над их могилой каменную Знаменскую церковь.

## Источник
- Энциклопедия Мордовия, В. П. Беляков.